# Caranavi (província)
Caranavi é uma província da Bolívia localizada no departamento de La Paz, sua capital é a cidade de Caranavi.